# 短尾锥棘吸虫
短尾锥棘吸虫（学名：Petasiger brevicauda）为棘口科锥棘属的动物。分布于日本以及中国大陆的福建等地，营寄生生活，寄生于肠。